# レーダーホーゼン

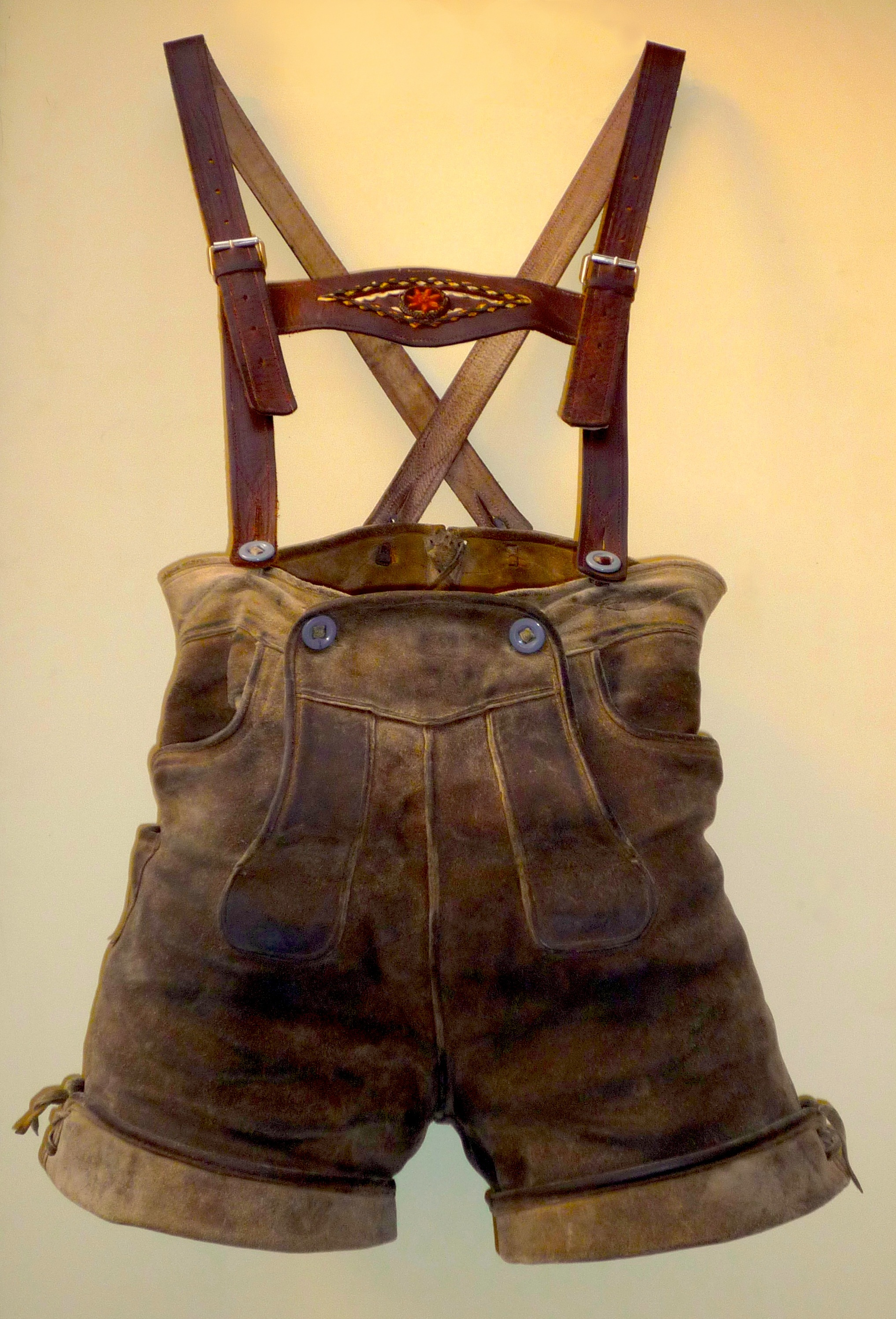
レーダーホーゼン

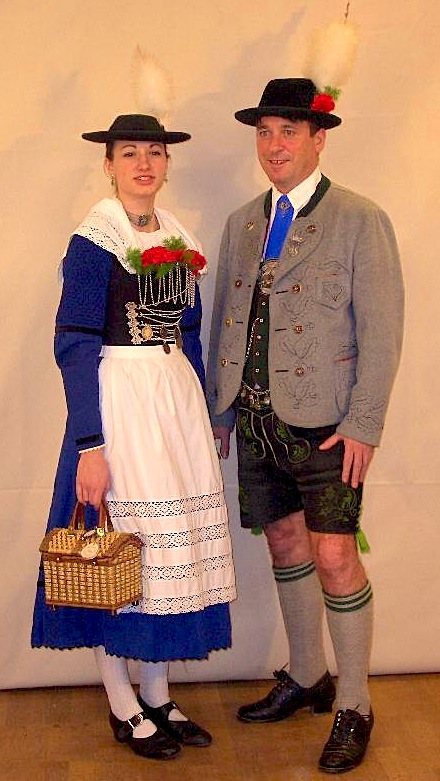
オーバーバイエルン・ミースバッハ郡(en)の民族衣装を着用した男女

レーダーホーゼン（独: Lederhose）とはドイツ南部バイエルン州からオーストリアのチロル地方にかけての地域で男性に着用される肩紐付きの皮製の半ズボン（ハーフパンツ）のこと。直訳すれば「皮ズボン」になる。
同地方の女性用民族衣装はディアンドルと呼ばれる。
バイエルンではワイン祭りや結婚式などに現在も頻繁に着られている。
日本の小説家の村上春樹の短編『レーダーホーゼン』には、夫の依頼でこの衣装を購入しようとする女性が登場する。

## 民族衣装の基本的な構成
ここに記したのは一部の例（バイエルンの祭礼服）であり、ドイツやオーストリア、スイスなどの地域・県・州ごとに仕立てや着こなしに違いがある。
半ズボンは黒い鹿革製で、裾などに緑の刺繍が入っている。基本的には裏革であるが、無地の表革を用いたものもある。なお、このズボンで特徴的なのは、前開き部分が本股仕立てではなく、水兵ズボンのように手前に開くタブ状の開き部分を、左右のボタンやファスナーで留めるようになっていることが挙げられる。
肩紐 (Hosenträger) は通常共革製、もしくは別の革製で黒いものが一般的である。幅は比較的広く前胸部分がH型になっており、その横紐に当たる胸当て部分 (Quersteg) が肩紐よりもやや広い楕円形や紡錘形になっているものが多い。また、この部分に花の刺繍が施されていたり、県や州のワッペンなどが付けられているものもある。肩紐全体にチロリアンテープの様な刺繍が施されたものは、オーストリアやスイスに見られる。
綿製か麻製の白いシャツに深い青色のネクタイを締める。このときネクタイは胸当ての下を通る。
靴下は灰色のウール製で上部に緑の二本線が入ったもの。これに黒のハーフブーツや短靴を合わせる。
帽子は緑のフェルトで飾り紐を巻き、ヤギの毛の飾りを留めている。